# Pouteria coelomatica
Pouteria coelomatica là một loài thực vật thuộc họ Sapotaceae. Đây là loài đặc hữu của Brasil. Chúng hiện đang bị đe dọa vì mất môi trường sống.